# Victoria Aihar
Victoria Aihar, (Montevideo, 19 d'abril de 1978) és una dissenyadora web, informàtica i autora uruguaiana.
Ha publicat, inicialment sota pseudònim, literatura eròtica. El llibre "Un café no se le niega a nadie" (Un cafè no se li nega ningú), va arribar a estar entre els més venuts d'Amazon Espanya.

## Llibres
- Una canción para Abril Booket, 2014
- ¿A cuántos centímetros de ti? Magical Eyes, 2014
- Una segunda oportunidad Booket, 2015
- Un café no se le niega a nadie Booket, 2015